# Soendablauwborstijsvogel
De soendablauwborstijsvogel of Maleise blauwborstijsvogel (Alcedo peninsulae) is een vogel uit de familie ijsvogels (Alcedinidae). De vogel werd in 1941 door  Alfred Laubmann als ondersoort Alcedo  euryzonia peninsulae beschreven.

## Kenmerken
De ijsvogel is 17 cm lang en weegt 38 tot 49 gram, het mannetje is gemiddeld iets lichter dan het vrouwtje. De vogel heeft een zwarte kruin en donkere veren met blauwe uiteinden op op de nek en wangen. De rug en de mantel zijn glanzend donkerblauw en de stuit is lichtblauw met een zilverachtige glans. De slagpennen en de staart zijn donkerblauw. Het mannetje heeft een blauwe borstband die wat vager is dan die van de Javaanse blauwborstijsvogel (A. euryzonia);  die band bestaat uit een zone van blauwe stippels. Het vrouwtje is roodbruin op de borst en buik en is wat doffer van kleur.

## Verspreiding en leefgebied
Deze soort komt voor in Myanmar, Malakka en Sumatra en Borneo. Het leefgebied bestaat uit langzaam stromende, brede beken en rivieren in het tropisch regenwoud in het laagland (soms tot 1500 m boven de zeespiegel), plaatselijk soms ook in mangrovebos.

## Status
De Maleise blauwborstijsvogel heeft een ruim verspreidingsgebied en daardoor is de kans op de status  kwetsbaar (voor uitsterven) niet zo groot. De grootte van de wereldpopulatie werd in 2014 geschat op 15.000 tot 30.000 individuen. Deze ijsvogel gaat in aantal achteruit omdat het leefgebied om allerlei redenen wordt ontbost. Bijvoorbeeld op Kalimantan ging tussen 1985 en 1997 25% van het tropisch regenwoud verloren door bosbranden. Om deze redenen staat deze ijsvogelsoort als gevoelig op de Rode Lijst van de IUCN.